# Tour Hekla
La tour Hekla, dite aussi tour Rose de Cherbourg, est un gratte-ciel  de 220 mètres situé dans le secteur de la Rose de Cherbourg à Puteaux, au sein du quartier d'affaires de La Défense. Le nom Hekla fait référence au nom d'un volcan islandais.

## Description
Le projet prévoit la réhabilitation complète du secteur de la Rose de Cherbourg, actuellement dominé par un échangeur autoroutier, qui se verra « piétonnisé » et surplombé par un ensemble de bâtiments dont la tour Hekla. En plus de la tour Hekla, il comprendra près de 35 000 m2 de logements, dont 10 500 m2 de logements étudiants.
Portée par les groupes immobiliers AG Real Estate et Hines, cette tour de 220 m surplombera la nationale 13, au niveau de la rose de Cherbourg à Puteaux. Elle occupera 8 000 m2 de terrain au sol, permettant de fournir plus de 76 000 m2 de bureaux sur 48 étages, dont cinq restaurants et un auditorium de 250 places, pour un total de 51 niveaux. Elle pourra accueillir 5800 salariés sur des plateaux de 1700 m² et 3 mètres de hauteur sous plafond.
Du fait de sa situation sur la Butte de Chantecoq, elle dominera la skyline du quartier d'affaires, de 252 mètres par rapport aux quais de Seine de l'esplanade de la Défense contre 231 mètres pour la tour First, actuelle plus haute tour du quartier. D'une qualité environnementale importante, la tour a obtenu 6 labels environnementaux, notamment HQE exceptionnel et Breeam Excellent. Le coût du projet est estimé à 248 millions d’euros.

## Histoire
Le 13 avril 2012, un accord d'exclusivité pour la réalisation du projet est signé entre l'Epadesa et le groupe Hines/AG Real Estate/Gecina.
La tour Hekla a reçu son permis de construire au mois de juin 2016.
Le 13 décembre 2017, les groupes Hines et AG Real Estate qui ont jusqu’alors développé le projet signent la vente en l'état futur d'achèvement (VEFA) de la tour Hekla à Amundi Immobilier et Primonial REIM qui prévoit un début des travaux possible en juin 2018. 
En avril 2018, Paris La Défense, l'établissement public d'aménagement de la Défense, annonce un début de chantier pour le 30 avril avec le démarrage des travaux de fondations de la tour en août 2018. Après plus d'un an de travaux, la cérémonie symbolique de pose de la première pierre a lieu le 17 juin 2019 en présence de l'architecte Jean Nouvel. L'inauguration de la tour eut lieu le 1er décembre 2022,.

### Galerie

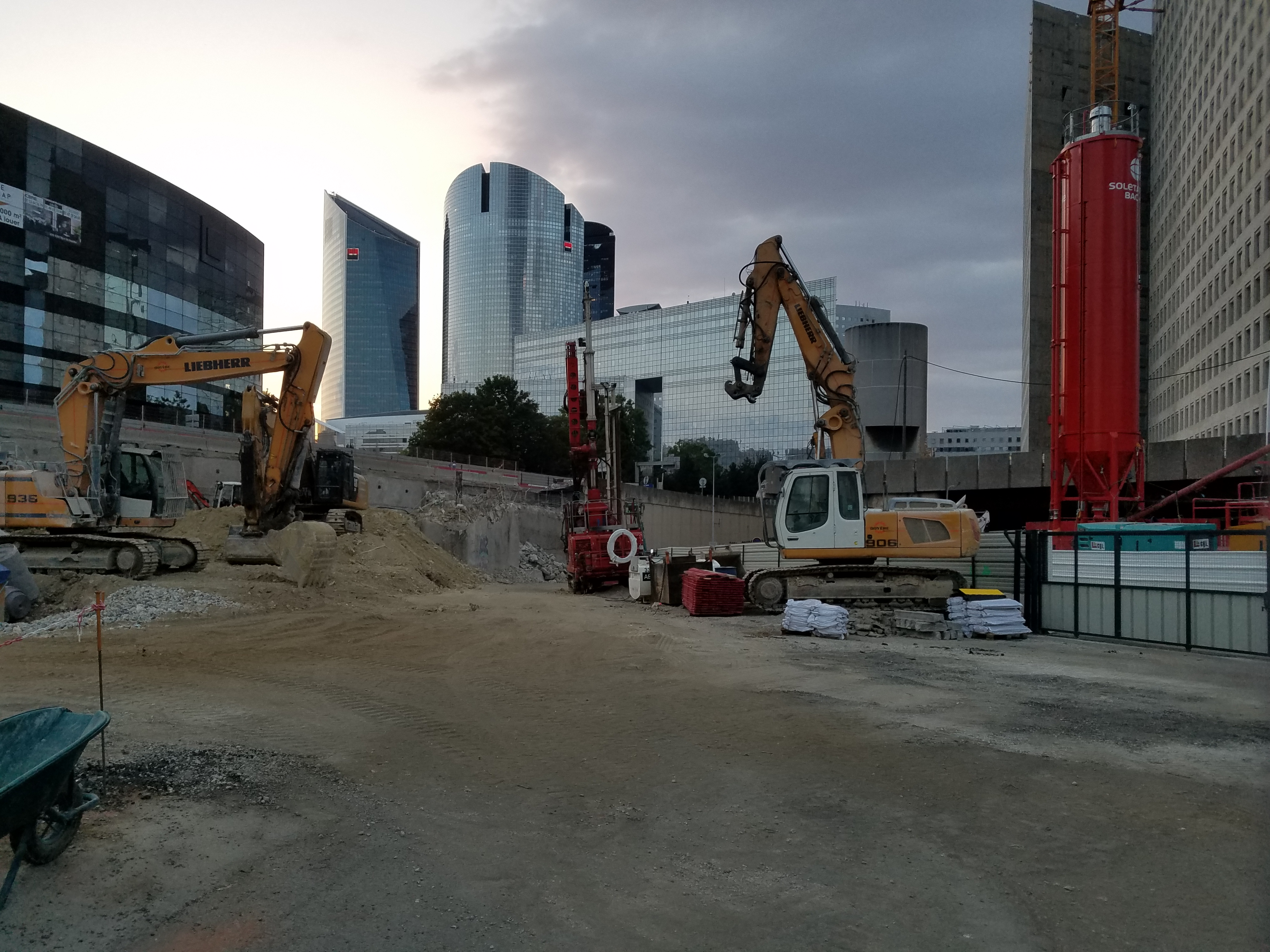
Le chantier en juillet 2018.
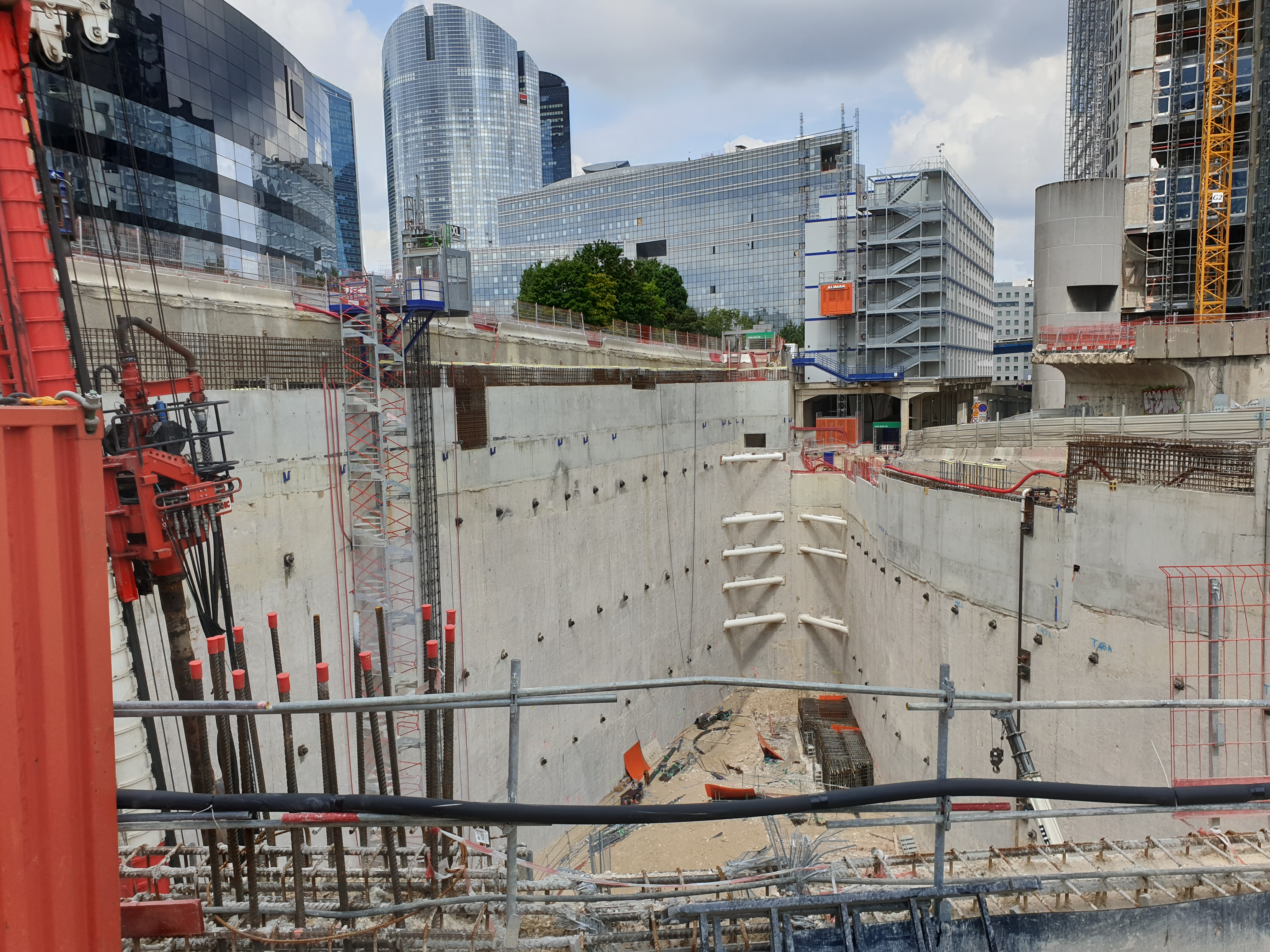
En juillet 2019.
En juillet 2020.
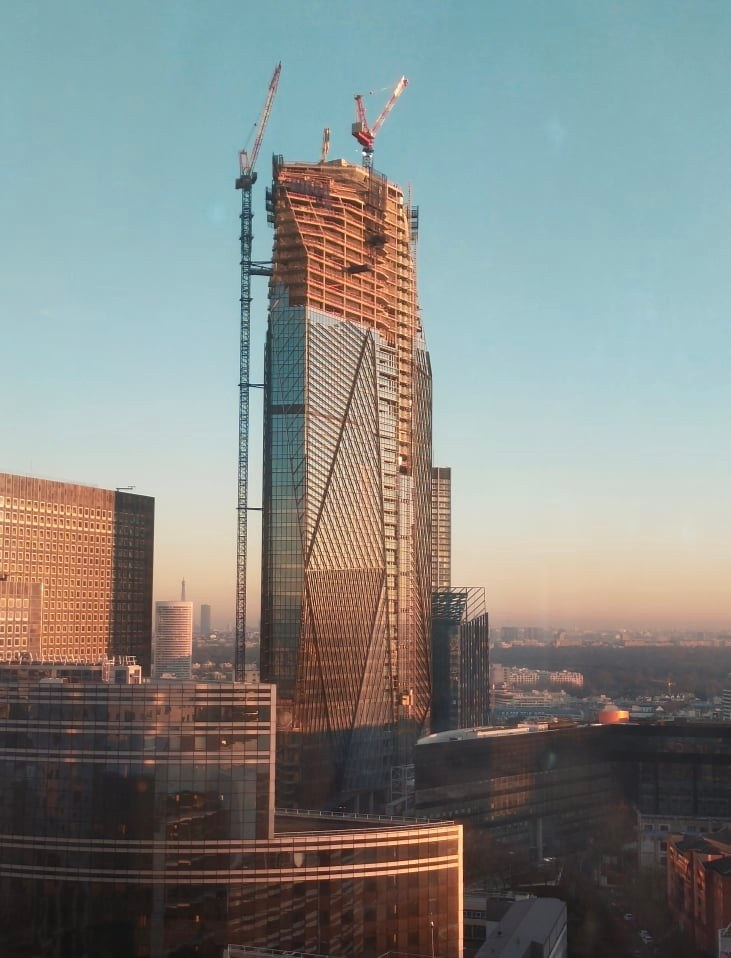
Le chantier en janvier 2022.
Vue depuis les Terrasses Boieldieu.
Vue depuis la rue Sadi Carnot.
Vue depuis la passerelle Louis Pouey.